# كارينا فرنانديز
كارينا فرنانديز (بالإسبانية: Karina Fernández)‏ هي تريثلت كوستاريكية، ولدت في 22 يونيو 1978.

## وصلات خارجية
- كارينا فرنانديز على موقع أوليمبيديا (الإنجليزية)